# 董袭莹
董袭莹（1996年6月－），中国医学科学院肿瘤医院医生，曾就读于北京协和医学院“4+4临床医学试点班”，师从邱贵兴院士，后获医学博士学位。因卷入2025年北京中日友好医院系列事件，涉及婚外情、教育特权、学术不端等问题，而在2025年受到社会舆论和官方调查，并被撤销学历和医师资格。

## 生平
董袭莹于1996年出生。董袭莹曾就读于北京科技大学附属小学。
2019年，她利用伪造北京科技大学成绩单的方式，通过推荐制度进入北京协和医学院“4+4临床医学试点班”，并在2023年完成学业。
董袭莹在成为住院医师前，曾以实习身份参与北京市第六医院胸外科手术，相关行为被指违规。

## 婚外情、学术不端争议
2025年4月18日，网络举报信公开，指控中日友好医院胸外科副主任医师肖飞婚内出轨多人，并涉及手术违规操作，董袭莹作为第三者卷入其中。事件迅速引发网络舆情关注。
事件发酵过程中，有关媒体和网友发现董袭莹在多个方面存在问题：“4+4”成绩单被发现存在伪造，博士论文涉嫌抄袭北京科技大学研究成果，多篇学术论文署名与发表存在违规。
对此，卫健委会同教育部进行了调查。2019年，董袭莹的姑姑利用其担任北京科技大学国际合作与交流处副处长的身份，通过联系教务处注册中心主任李大宽，为董袭莹未造成绩单，使董袭莹得以进入北京协和医学院“4+4”医学培养试点班。2023年，为董袭莹争取博士学位论文相关便利，她联系其学生和同事马博渊副教授，马博渊在其指导的一位硕士生不知情的情况下，将该硕士生的学位论文过程稿提供给董袭莹进行剽窃。

### 处罚
2025年5月1日，国家卫生健康委员会会同教育部等部门成立调查组介入。
5月15日，调查结果公布：董袭莹学历造假、论文抄袭、学术不端属实，决定撤销其学历与医师资格，相关责任人受到处分。
2025年8月，国家卫健委、教育部公布后续处罚结果：
- 北京协和医学院党委给予教务处处长马某降低岗位等级处分，免职处理。北京协和医院党委给予骨科主任仉建国诫勉；给予胸外科主治医师邴钟兴降低岗位等级处分；给予董袭莹导师邱贵兴批评教育；给予骨科吴某诫勉谈话并暂停研究生招生资格两年，骨科吴某宏诫勉谈话并暂停研究生招生资格一年；给予重复发表论文的通讯作者吴某科研诚信诫勉谈话[5]。
- 中国医学科学院肿瘤医院党委给予不当署名论文的通讯作者邢某增科研诚信诫勉谈话、批评教育、责令检查；给予不当署名论文的并列第一作者宋某科研诚信诫勉谈话[5]。
- 北京科技大学党委给予班晓娟留党察看一年、撤职处分，取消研究生指导教师资格，调离教师岗位；给予李大宽党内严重警告、记过处分，免职处理；给予马博渊党内严重警告、记过处分，暂停研究生招生资格两年；给予履行管理职责不力的时任教务处副处长宁晓钧诫勉[5]。

但曾受质疑的董袭莹的母亲米振莉、舅舅米振强未受到处罚。

## 家庭
董袭莹的家族多人浸淫于北京科技大学和冶金系统，董袭莹的母亲、舅舅、姑姑、姑父均在北京科技大学任教授或领导职务。董袭莹的母亲米振莉是北京科技大学研究员，父亲董晓辉在中冶建筑研究总院工作。其舅舅米振强未北京科技大学副教授。其姑姑班晓娟曾为北京科技大学教授，在事件中因协助伪造材料被处分。